# Krzyż „Za zdobycie Bazardżyka”
Krzyż „Za zdobycie Bazardżyka” (ros.  Крест «За взятие Базарджика») – rosyjskie odznaczenie wojskowe.

## Historia
Odznaczenie zostało ustanowione ukazem cara Aleksandra I z 13 czerwca?/25 czerwca 1810 dla nagrodzenia uczestników zdobycia 22 maja?/3 czerwca 1810 twierdzy tureckiej Pazardżyk (obecnie Dobricz) w czasie wojny rosyjsko-tureckiej, należących do korpusu Siergieja Kamienskiego.

## Zasady nadawania
Odznaczenie było nadawane wyższym oficerom i oficerom sztabowym, biorącym udział w szturmie tureckiej twierdzy w Pazardżyk, którzy za ten szturm nie zostali odznaczeni orderem św. Jerzego kl. IV ani orderem św. Włodzimierza kl. IV.

## Opis odznaki
Odznaka ma kształt krzyża o wymiarach 39 × 39 mm, wykonanego ze złota. 
Na awersie odznaczenia, w okrągłej tarczy umieszczonej na krzyżu, znajduje się napis w języku rosyjskim ЗА ОТЛИЧНУЮ ХРАБРОСТЬ (pol. ZA WYBITNĄ ODWAGĘ). 
Na rewersie odznaki, w okrągłej tarczy, znajduje się napis w języku rosyjskim (będący kontynuacją frazy z awersu): ПРИ ВЗЯТИИ ПРИСТУПОМ БАЗАРДЖИКА 22 МАЯ 1810 Г. (pol. PRZY ZDOBYCIU SZTURMEM BAZARDŻYKA 22 MAJA 1810 R.)
Krzyż zawieszony był na wstążce orderowej Orderu św. Jerzego.